# 24 (puzzel)
24 is een rekenspel en een kaartspel.
Een speler krijgt vier getallen van een tot en met tien en dient met behulp van de basisoperaties optellen, aftrekken, vermenigvuldigen en delen op 24 uit te komen. Bijvoorbeeld, gegeven zijn de getallen 4, 7, 8, 8 een mogelijke oplossing is: (7-(8÷8))*4 =24.
Het spel is ontwikkeld als kaartspel in China in de jaren zestig. Het wordt dan gespeeld met de genummerde speelkaarten en de Aas, waarbij de Aas de waarde heeft van 1. Er zijn verschillende variaties mogelijk met een tot vier spelers.
In de jaren 90 stonden de opgaves op flippo's die in zakken chips van Smiths zaten.
Er zijn verschillende mobiele apps voor Android en iPhone, die dit spel aanbieden.